# Kaktus wielkanocny
Kaktus wielkanocny (Hatiora gaertneri) – gatunek rośliny z rodziny kaktusowatych występujący w brazylijskich dżunglach (stany: Parana, Santa Catarina). Swoją nazwę zawdzięcza okresowi kwitnienia, który przypada na wiosnę, ale nie zawsze na Wielkanoc. Uprawiany jest jako roślina ozdobna.

## Morfologia
PokrójSpłaszczony, rozgałęziony, członowaty pęd, który wyrasta z podłoża. Maksymalna wysokość rośliny wynosi 45 cm a szerokość 60 cm. Nie posiada cierni.
PędSkłada się z płaskich członów, ułożonych jak ogniwa łańcucha. Człony te mają różną długość i szerokość w zależności od gatunku.
KwiatyPojawiają się wiosną z areoli (tzw. śpiących pączków). na wierzchołku ostatniego (najmłodszego) członu. Mają intensywną barwę i zazwyczaj występują licznie.

## Uprawa
WymaganiaNajlepiej słoneczne, ale nie bezpośrednio oświetlone miejsce. Nie lubią spadków temperatury poniżej 10 °C. Korzystnie jest zrosić roślinę co pewien czas.
RozmnażanieOdcinamy od rośliny fragment pędu, suszymy go kilka dni i wsadzamy do wilgotnego podłoża.
Choroby i szkodniki
- Wełnowce – kryją się one na złączeniach członów. Należy je usunąć wacikiem zamoczonym w alkoholu metylowym
- Mszyce – rozwijają się w koloniach na korzeniach tuż przy nasadzie łodygi. Niszczymy je insektycydem.